# Laud Humphreys
Laud Humphreys (16 octobre 1930 - 23 août 1988) est un sociologue américain. 

## Biographie
Laud (né Robert Allan) Humphreys fut pasteur (diplômé du séminaire épiscopal de Seabury en 1955). Il fit ensuite des études de sociologie à la Washington University à Saint Louis (Missouri) jusqu'au doctorat. Il n'obtint jamais le titre de docteur. Son titre lui fut retiré par le président de l'université en raison de « biais éthiques dans la recherche » qu'il conduisit. Il fut néanmoins ensuite professeur de sociologie à partir de 1972. Il mourut en 1988 d'un cancer du poumon. Humphreys fait partie des fondateurs du Sociologists' Gay Caucus (créé en 1974). 
Sa biographie fut publiée en 2004 sous le titre Laud Humphreys: Prophet of Homosexuality and Sociology (Laud Humphreys: prophète de l'homosexualité et de la sociologie).

## Tearoom Trade(Le commerce des pissotières)
Humphreys est plus particulièrement connu pour sa thèse de doctorat publiée sous le titre Le commerce des pissotières (2007). Il s'agit d'une étude ethnographique sur les relations sexuelles anonymes entre hommes dans les toilettes publiques - connues sous l'appellation tasse en français et tearoom en anglais. Dans sa thèse, Humphreys montre que les usagers (i.e. les participants) proviennent de divers milieux sociaux et sont guidés par plusieurs types de motivations lorsqu'ils s'engagent dans une interaction à haut risque dans les pissotières. En effet, au moment où l'étude fut réalisée (dans l'Amérique des années 1960 - avant Stonewall), être démasqué (par la police ou une personne connue) signifiait pour le participant dégradation familiale, condamnation publique, perte de l'emploi, etc. En outre, il démontre surtout que seule une minorité des participants se considère comme gay. Humphreys établit alors une typologie des participants. Elle comprend quatre groupes: mâle, bisexuel, gay et folle des chiottes.

## Publications
- Laud Humphreys (trad. de l'anglais par Henri Peretz, préf. Éric Fassin, postface Henri Peretz), Le Commerce des Pissotières : pratiques homosexuelles anonymes dans l'Amérique des années 1960 [« Tearoom Trade: Impersonal Sex in Public Places »], Paris, La Découverte, coll. « Textes à l'appui / Genre & sexualité », 2007 (1re éd. New York, Aldine, 1975), 202 p. (ISBN 978-2-7071-5203-9 et 2-7071-5203-X, OCLC 319215316, BNF 41030765) Recension par Marianne Blidon
- (en) Laud Humphreys, Out of the Closets : The Sociology of Homosexual Liberation, Englewood Cliffs, N.J., Prentice Hall, coll. « A Spectrum book » (no S-288), 1972, 176 p. (ISBN 0-13-645325-2 et 978-0-13-645325-3, OCLC 357093, LCCN 72005746)